# Coleophora galbulipennella
Coleophora galbulipennella là một loài bướm đêm thuộc họ Coleophoridae. Nó được tìm thấy ở châu Âu.
Sải cánh dài 15–17 mm. The moth gặp ở tháng 8 tùy theo địa điểm.
Ấu trùng ăn Silene nutans và Silene otites.

## Hình ảnh

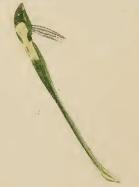
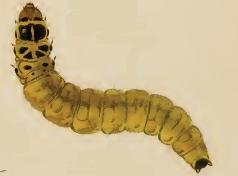